# Anatole Ghestin
Anatole Ghestin (1873-1961) est un missionnaire catholique français du XXe siècle. Natif d'Haubourdin, dans le département du Nord, jésuite envoyé en mission en Chine, il y reste plus de 50 ans et y meurt en 1961. Il est le dernier missionnaire catholique français resté en Chine et le seul autorisé à cette fin après la prise du pouvoir par le parti communiste chinois mené par Mao Tsé Toung. Il a aimé la Chine au point d'avoir adopté un nom chinois et d'avoir voulu y rester jusqu'à son dernier jour.

## Biographie
Anatole Ghestin nait à Haubourdin le 3 janvier 1873, troisième d'une famille de sept enfants. Il est le fils de Louis, boulanger et de Clémence Roussel. Sur l'acte d'état-civil enregistrant sa naissance, son nom de famille est orthographié Ghestein (mais son père signe Ghestin) et il est précisé que son prénom est Louis, comme son père.
Il effectue ses études religieuses au petit séminaire de Cambrai.
Il enseigne pendant six ans dans les collèges jésuites de Boulogne-sur-Mer et Lille.
Anatole Ghestin entre au noviciat jésuite d'Amiens en octobre 1898, à 25 ans. Du fait de son expérience pédagogique, il est dispensé des études littéraires. Il complète sa formation en philosophie à Vals-près-le-Puy, puis à Gemert aux Pays-Bas.
Il se perfectionne en théologie à Enghien en Belgique. Puis il termine sa formation par le troisième an à Cantorbury.
Il est ordonné prêtre en 1907 et prend rapidement un navire à destination de la Chine.
Pendant la Première Guerre mondiale, il est mobilisé en Chine au sein du 16e régiment d'infanterie coloniale, qui constituait le corps colonial d'occupation en Chine. Anatole Ghestin réside 16,rue Saint-Louis à Tien-tsin, lieu où était stationné le régiment,.
Il meurt le 28 janvier 1961, à l'âge de 84 ans à Sienhsien (sans doute Shenzhen), à la mission de Tchang Kia Tchoang, veillé par l'évêque du diocèse de Sienhsien, François-Xavier Tchao Tchen-cheng.

### Famille
Anatole Ghestin appartient à une famille marquée par sa foi catholique
- Anatole Ghestin a deux sœurs religieuses : l'une Cécile chez les Sœurs de Saint-Joseph de Cluny, l'autre Rachel dans l'Ordre de Saint-Benoit[7].
- La mère d'Anatole Ghestin est membre des confréries de la paroisse d'Haubourdin lorsqu'elle décède en 1929, âgée de 81 ans, à Haubourdin[7].

- Un parent probable d'Anatole Ghestin l'a précédé en Chine et y a trouvé la mort en 1937. Louis Ghestin, né en 1864 à Ennetières-en-Weppes, village situé à moins de 5 km d'Haubourdin, suit un parcours proche de celui d'Anatole :  études au séminaire d'Hazebrouck, puis à celui de Cambrai, entré dans la Compagnie de Jésus en 1888, ordonné prêtre en 1899, parti cette même année en mission en Chine. Installé à la mission Tche-Li Sud-est (ancienne province du Zhili), appelée ensuite mission de Sienhsien (Xian de Xian), soit dans la même région que celle où exercera Anatole Ghestin. Il meurt le 21 janvier 1937[8],[9], à l'âge de 72 ans. La procure des Missions des Pères Jésuites et sa famille font célébrer en sa mémoire un obit en l'église Notre-Dame de Lourdes au Marais de Lomme le 1er février 1937[10].

Les deux cousins probables sont cités dans un même document des archives des Jésuites.

## Missionnaire
Le 14 octobre 1907, Anatole Ghestin, âgé de 34 ans, embarque à bord du navire le Polynésien, afin de gagner la Chine. Il profite du voyage pour apprendre le chinois. Il va agir pendant 53 ans pour remplir sa mission
Il est affecté à la mission de Tchely, dans la province du Hebei où le vicaire apostolique coordonne l'action d'une quarantaine de jésuites venus du Nord et de l'Est de la France, et d'une vingtaine de jésuites chinois et européens.
En septembre 1908, il se trouve à Zhangjiakou, anciennement dénommée Kalgan par les Européens. La ville abrite une résidence communautaire où pères et frères jésuites s'habituent au pays, se familiarisent avec la langue, la parfaite maîtrise de celle-ci étant la première ambition des missionnaires, apprennent le climat, les mœurs du pays, la vie quotidienne, travaillent à pouvoir se fondre le plus possible dans la population pour accomplir leur mission.
La vie de missionnaire d'Anatole Ghestin commence en octobre 1908. Les jésuites se répartissent sur la ville de Tientsin, le port de Pékin, la ville de Sienhsein et les autres districts qui l'entourent (Diocèse de Sienhsien dans la province d'Hebei). Ils remplissent les tâches pédagogiques de l'Institut des hautes études de Tientsin, du noviciat, des collèges et séminaires de Sienhsein, et de Tai Ming Fou. Ils œuvrent dans les paroisses rurales dispersées dans les campagnes.
Anatole Ghestin vit avec les paysans locaux des districts au nord et à l'est de Sienhsien. Il sillonne la trentaine de villages qui compose sa charge paroissiale. Chacun compte de 3 à 4000 chrétiens, et plusieurs centaines de catéchumènes. Ses tournées peuvent durer de 30 à 100 jours. Tous les moyens de transport lui sont bons pour accomplir sa mission : aller célébrer une messe ou un mariage, donner le baptême ou l'onction des malades, construire une chapelle, une école, assurer une procession, donner le catéchisme,... On le voit utiliser la marche, le vélo, le char à bœufs, aller à dos d'âne, en bateau ou encore en traineau. Sa préoccupation demeure la même : évangéliser  un maximum d'habitants .
Auparavant, il prend une décision symbolique forte visant à le siniser (rendre chinois) le plus possible : il s'est fait tresser les cheveux et y ajouter une queue en soie. Cette opération symbolique fait de lui un des sujets de l'empereur de Chine. et afin de compléter au mieux cette sinisation, il adopte le nom chinois de Ting Ming Cheng.
Le père Anatole Ghestin n'a dès lors plus rien d'occidental : il a un nom chinois, porte des chemises chinoises sans col ou des robes en fibres d'ortie, adopte la cuisine chinoise, se perfectionne dans la langue, adopte les coutumes chinoises sans perdre de vue sa mission.
Il traverse aux côtés des gens du peuple toutes les péripéties historiques connues par le pays : la Révolution chinoise de 1911, la seconde guerre sino-japonaise consécutive à l'invasion japonaise, (en 1937, les Japonais maîtrisent la région où se trouve le Père Ghestin), les famines, les épidémies de choléra, la guerre civile chinoise, la victoire des communistes, tout en affrontant un climat rude, aux étés étouffants et hivers glacials.
À force d'obstination, de vie humble et dépouillée, de solidarité avec les souffrances du peuple dont il partage la vie, il gagne le respect, la confiance et finalement l'amour des Chinois. La population va plusieurs fois le protéger.
L'arrivée des communistes au pouvoir ne le détourne pas de son sacerdoce qu'il poursuit jusqu'à la fin de sa vie : il reste en Chine.
En 1948, il fait partie des 84 prêtres, frères et religieuses prisonniers des communistes dans le diocèse de Sienhsien, puis il est libéré.
Au final, Anatole Ghestin va passer plus de 50 ans en Chine. Lors de son décès en 1961, il était le dernier des cinq mille missionnaires français résidant en Chine. Il fut le seul autorisé à rester après l'arrivée au pouvoir des communistes.
Tout au long de son sacerdoce, il envoie des lettres à sa famille, à ses amis. Tous peuvent y trouver trace de son zèle apostolique, de sa pauvreté, mais aussi du sens de sa mission et de la profondeur de son engagement.

## Portrait
Son portrait figure en couverture du livre, qui regroupe sa correspondance, édité en 1997.

## Postérité
- De 1995 (année de fondation) à 2002 (année de dissolution), une association « Souvenir du père Anatole Ghestin » a veillé à entretenir le souvenir du missionnaire[15].

- En 1997, sa famille décide de rassembler toute la correspondance reçue du missionnaire pour en faire un livre : Désormais, je m'appelle Ting Ming Chen. Les lettres racontent le quotidien d'Anatole Ghestin et constituent un témoignage de première main sur la Chine de la première moitié du XXe siècle[14]. Le livre a également été traduit en chinois[16].
- L'École des hautes études en sciences sociales s'est également penchée sur la destinée peu commune du père Ghestin[17].
- En novembre 2012, les Œuvres pontificales missionnaires rendent compte de l'accueil par le diocèse de Shienhsien de la famille du père Ting Ming Chen, nom sous lequel la population locale connait Anatole Ghestin[16]. Son souvenir sur place est encore vivace 50 ans après sa mort. L'évêque local et autres représentants de l'église catholique entourent les parents du missionnaire en signe de respect et de reconnaissance pour l'action menée pendant ses 53 ans de sacerdoce. Les prêtres et fidèles locaux entretiennent les jeunes générations dans le souvenir des réalisations du père au travers des récits oraux qu'ils font de ses actions[16].
- Le 16 avril 2013, à l'École française d'Extrême-Orient, une conférence a été prononcée sur l'aventure d'Anatole Ghestin.
- Un descendant du père Ghestin a retracé son périple en Chine à travers des aquarelles exposées au musée maritime et portuaire de Dunkerque en 2024[18].